# Hoplotrigonops
Hoplotrigonops är ett släkte av skalbaggar. Hoplotrigonops ingår i familjen vivlar.
Kladogram enligt Catalogue of Life:
| Hoplotrigonops | \| \| Hoplotrigonops chlorizans \| \| \| \| \| \| Hoplotrigonops nigrocristata \| \| \| \| |
|                | \| \| Hoplotrigonops chlorizans \| \| \| \| \| \| Hoplotrigonops nigrocristata \| \| \| \| |
|                | Hoplotrigonops chlorizans                                                                  |
|                |                                                                                            |
|                | Hoplotrigonops nigrocristata                                                               |
|                |                                                                                            |